# Akira Fuse
Akira Fuse (japanska: 布施 明, Fuse Akira), född 18 december 1947 i Mitaka utanför Tokyo är en japansk sångare och skådespelare. Han gjorde singeldebut med "Kimi ni Namida to Hohoemi o" (君に涙とほほえみを), som på engelska blir direktöversatt till "Tears and Smiles to You".

## Biografi
Akira Fuse var mellan åren 1980 och 1989 gift med skådespelerskan Olivia Hussey, med vilken han fick sonen Maximillian Fuse (född 1983). Anledningen bakom parets skilsmässa, var att Akira inte kunde få något arbete i USA, samt att Olivia inte kunde förflytta sin förstfödde son, Alexander Gunther Martin (från äktenskapet med skådespelaren Dean Paul Martin), till makens hemland Japan. Han gifte 2013 om sig med Yukari Morikawa.